# 夜騎開封
夜騎開封（やきかいふう）とは、中華人民共和国河南省鄭州市の大学生達が始めた夜間のサイクリング活動のこと。

## 解説
参加者はシェアサイクルに乗り鄭開大道を通って鄭州市から開封市まで約50kmの道のりを走行した。
この活動の始まりは2024年6月のことで、4人の女学生が名物の灌湯包を味わおうと開封へ自転車で向かう様子を動画共有サイトで共有して広く注目を集めたことに端を発している。この活動が流行するにつれて参加者は急増し、2024年11月8日に頂点に達した。少なくとも２０万人が参加し、現地で深刻な交通渋滞を引き起こしたと報告されている。開封市当局はより多くの学生を引き付けようと多くの施設を無料開放していた。
メディアの指摘によると、夜騎開封の参加者の規模は中国共産党中央委員会総書記であった習近平の動的ゼロコロナ政策に抗議する2022年の白紙革命を遥かに上回るものであった。この活動は政治とは無関係なものではあったが、河南省当局は参加者数の激増する状況を封じ込めるため、旅行禁止措置を実施し、長距離サイクリングを減らすように呼びかけ、学生には期限を定めて帰校するように求めた。当局はまた省内の多くの大学に一か月の禁足措置を取るように命令を下した。